# Jiuxian, Peking
Jiuxian (kinesiska: 旧县) är en köping i Kina. Den ligger i stadsdistriket Yanqing i Pekings storstadsområde, i den norra delen av landet, omkring 75 kilometer norr om stadskärnan. Antalet invånare är 19 932. Befolkningen består av 9 594 kvinnor och 10 338 män. Barn under 15 år utgör 10,0 %, vuxna 15-64 år 76 %, och äldre över 65 år 12,0 %.